# Bulbophyllum vaginatum
Bulbophyllum vaginatum es una especie de orquídea epifita originaria del Sudeste de Asia.   

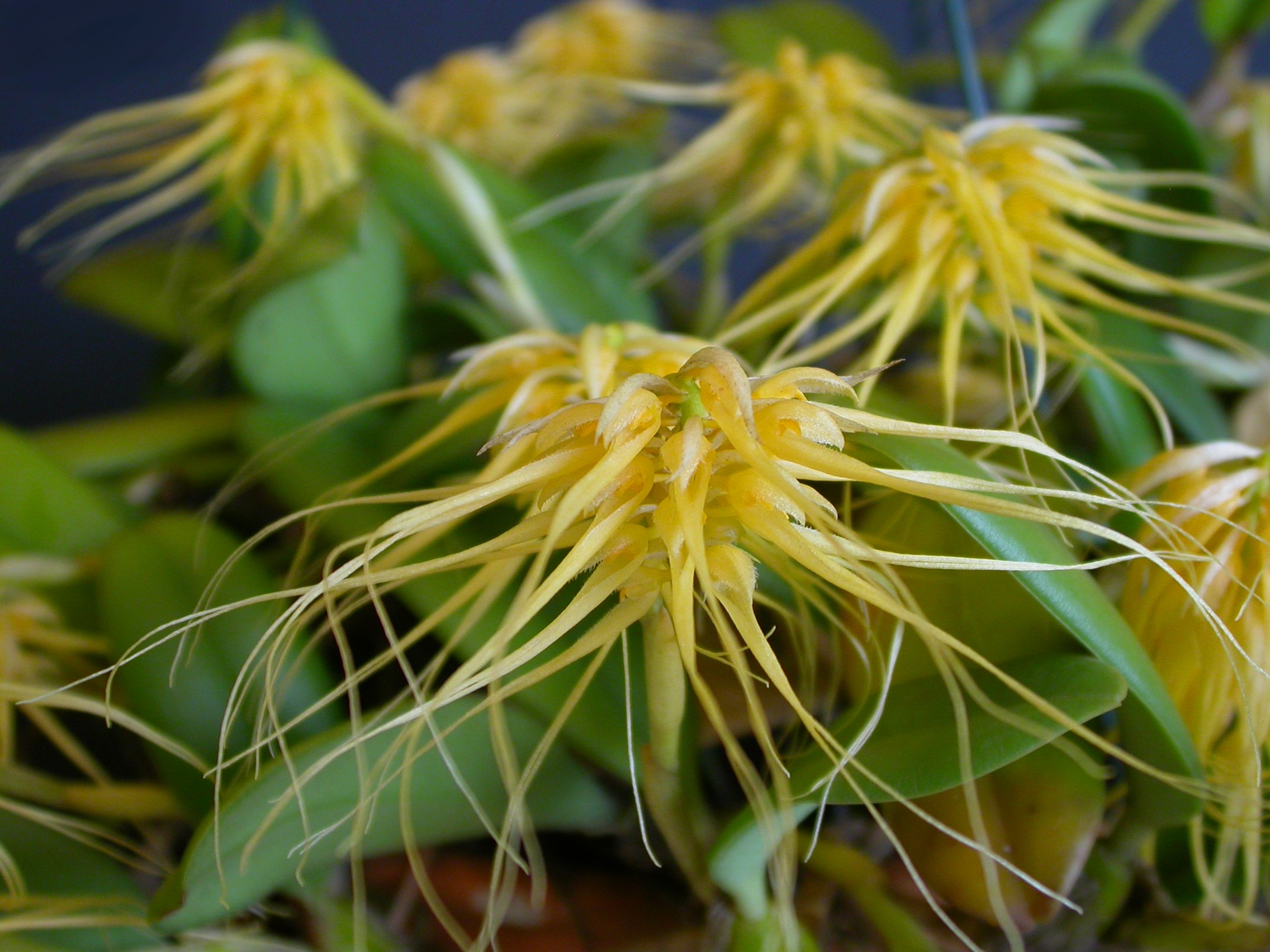
Inflorescencia

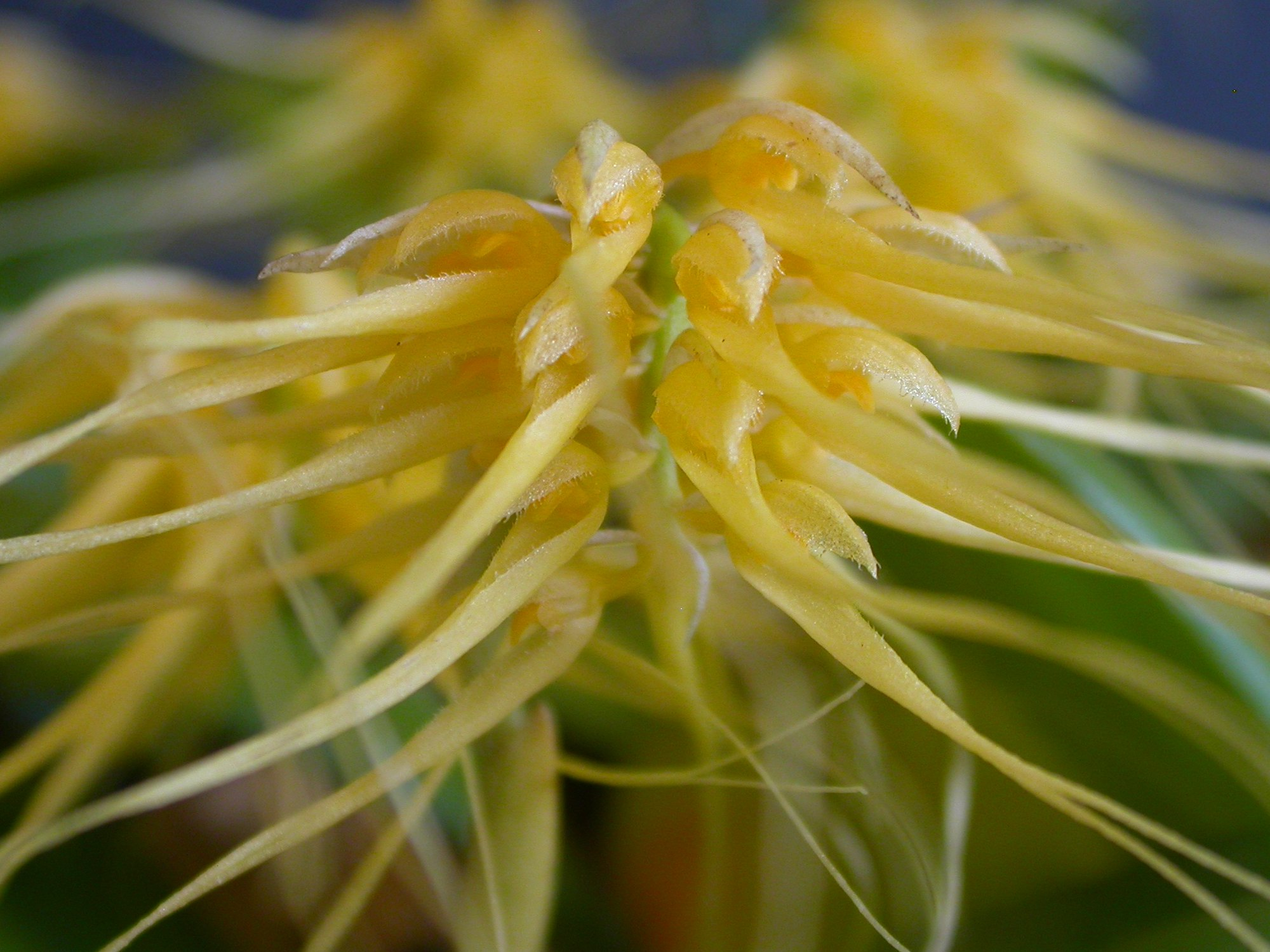
Detalle de las flores

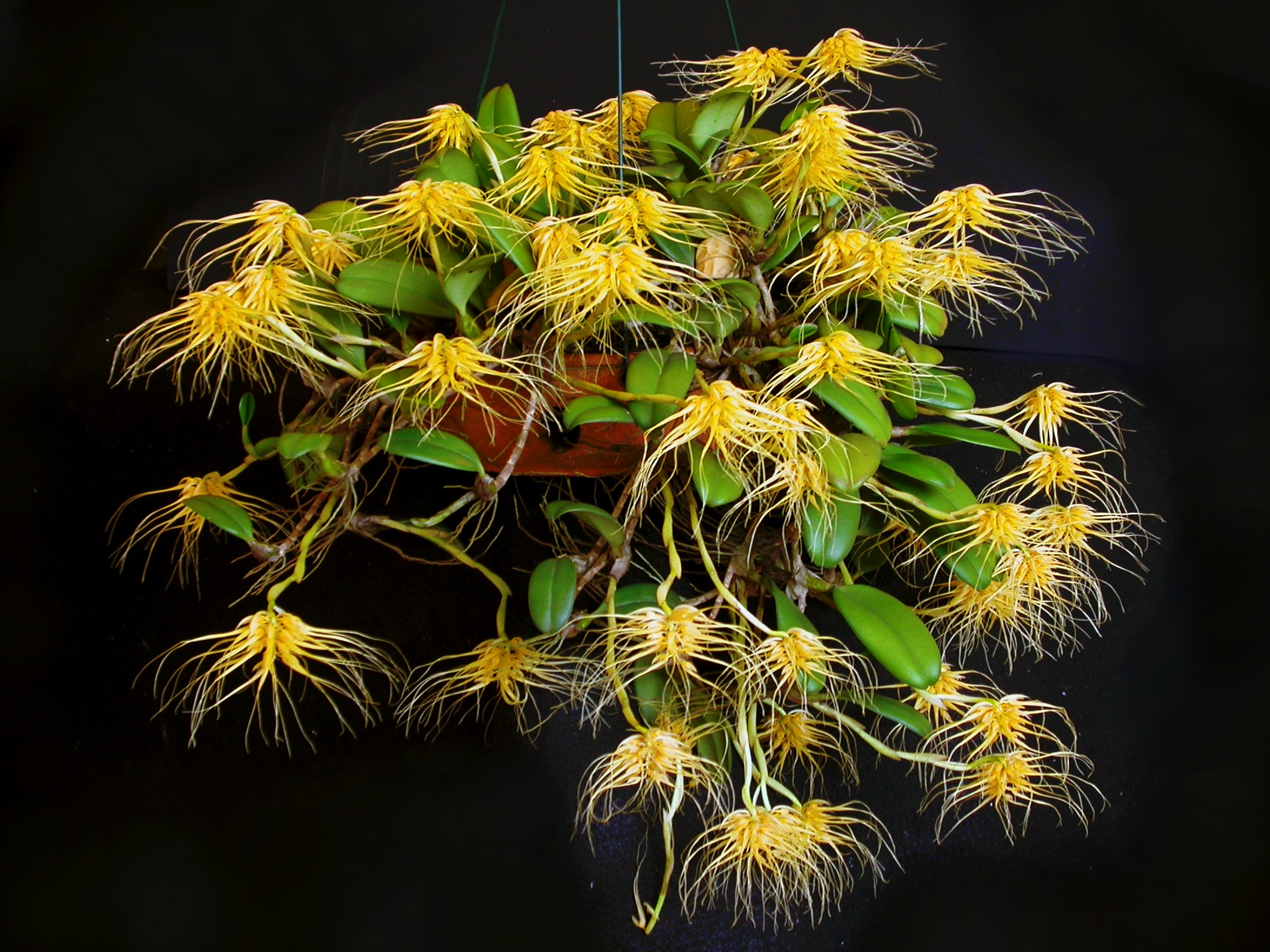
Vista de la planta

## Descripción
Es una  orquídea de tamaño pequeño, de crecimiento cálido con hábitos epífitas   que están separados 2 cm entre cada pseudobulbos ovoide, de color amarillo que lleva una sola hoja, apical, oblonga, coriácea, convexa, apicalmente bilobada. Florece a finales del invierno y de nuevo en el verano o el otoño en una inflorescencia delgada de 12 cm  de largo, inflorescencia con 4 vainas y un racimo de 12 a 15 flores blancas parecidas a los fuegos artificiales

## Distribución y hábitat
Se encuentra en las Tailandia, Malasia, Java y Borneo en manglares, tierras bajas, bosques pantanosos secundaria, mixtos y de turba abiertas en las elevaciones de nivel del mar a 600 metros.  

## Cultivo
Esta especie requiere de una cultivo cesta o listón de madera o helecho arborescente con temperaturas calientes, sombra parcial y alta humedad.

## Propiedades
En Java los frutos de esta especie junto con las frutas (no necesariamente todas juntas) de Plocoglottis javanica, Hippeophyllum scortechinii; y Dendrobium crumenatum se hierven y el jugo se aplica en los oídos para sanar el dolor de los mismos.

## Taxonomía
Bulbophyllum vaginatum fue descrita por (Lindl.) Rchb.f.    y publicado en Annales Botanices Systematicae 6: 261. 1864.
Etimología
Bulbophyllum: nombre genérico que se refiere a la forma de las hojas que es bulbosa.
vaginatum: epíteto latino que significa "con vaina".
Sinonimia
- Bulbophyllum whiteanum (Rolfe) J.J.Sm.
- Cirrhopetalum caudatum Wight
- Cirrhopetalum stramineum Teijsm. & Binn.
- Cirrhopetalum vaginatum Lindl.
- Cirrhopetalum whiteanum Rolfe
- Phyllorkis vaginata (Lindl.) Kuntze[3][4]